# Green Spring
Green Spring és una població dels Estats Units a l'estat de Kentucky. Segons el cens del 2000 tenia 759 habitants.

## Demografia
Segons el cens del 2000, Green Spring tenia 759 habitants, 255 habitatges, i 239 famílies. La densitat de població era de 1.127,1 habitants/km².
Dels 255 habitatges en un 41,6% hi vivien nens de menys de 18 anys, en un 87,1% hi vivien parelles casades, en un 6,3% dones solteres, i en un 5,9% no eren unitats familiars. En el 4,3% dels habitatges hi vivien persones soles l'1,2% de les quals corresponia a persones de 65 anys o més que vivien soles. El nombre mitjà de persones vivint en cada habitatge era de 2,98 i el nombre mitjà de persones que vivien en cada família era de 3,08.
Per edats la població es repartia de la següent manera: un 27,5% tenia menys de 18 anys, un 4,6% entre 18 i 24, un 21,3% entre 25 i 44, un 39,7% de 45 a 60 i un 6,9% 65 anys o més.
L'edat mediana era de 43 anys. Per cada 100 dones de 18 o més anys hi havia 97,8 homes.
La renda mediana per habitatge era de 100.846 $ i la renda mediana per família de 101.499 $. Els homes tenien una renda mediana de 72.000 $ mentre que les dones 36.563 $. La renda per capita de la població era de 37.458 $. Cap de les famílies i el 0,1% de la població estaven per davall del llindar de pobresa.

## Poblacions més properes
El següent diagrama mostra les poblacions més properes.